# 杜彦
杜 彦（と げん、生没年不詳）は、中国の北周から隋にかけての軍人。本貫は雲中郡。

## 経歴
杜彦の父の杜遷は、北魏の末年の葛栄の乱に参加して、家を豳州に移された。杜彦は北周に仕えて、左侍上士の位を受けた。後に柱国陸通の下で陳の呉明徹を土州で撃破した。また少数民族の反抗を討ち、倉堆・白楊の二柵を落として、その渠帥を斬った。郢州の樊志の乱の鎮圧にあたり、戦功により大都督に任ぜられた。まもなく儀同に転じ、治隆山郡事をつとめた。翌年、隴州刺史に任ぜられ、永安県伯の爵位を受けた。580年、楊堅が丞相となると、杜彦は韋孝寛に従って尉遅迥を相州に討ち、戦功を挙げた。位は上開府に進み、襄武県侯に改封され、魏郡太守に任ぜられた。
581年、隋が建国されると、杜彦は丹州刺史に任ぜられ、爵位は公に進んだ。6年後、召されて左武衛将軍となった。南朝陳に対する征戦に従い、行軍総管として韓擒虎と連係して進軍した。軍が南陵に到着すると、陳軍が長江沿岸に駐屯していたので、杜彦は儀同の樊子蓋に精鋭を率いさせてその柵を撃破し、その船600隻あまりを鹵獲した。長江を渡って、南陵城を攻撃して落とすと、その守将の許翼を捕らえた。新林に進軍して、韓擒虎の軍と合流した。陳が平定されると、杜彦の位は柱国に進み、子の杜宝安に昌陽県公の爵位を賜った。高智慧らが乱を起こすと、杜彦は行軍総管として楊素の下で乱を討ち、江州の包囲を解かせた。高智慧の残党が渓洞に集まると、杜彦は水陸并進して、錦山・陽父・若・石壁の四洞を攻撃し、いずれも平定して、その渠帥たちを斬った。李陁が数千人を集めて彭山に拠ると、杜彦はこれを襲撃して破り、李陁を斬ってその首を長安に送った。また徐州・宜豊の二洞を討って、ともに平定した。洪州総管に任ぜられて、治績を挙げた。
594年、雲州総管の賀婁子幹が死去すると、代わって杜彦が雲州総管に任ぜられた。突厥の侵攻を受けると、杜彦は即座にかれらを捕らえて斬ったので、北方民族たちは杜彦をはばかって国境を侵犯しなくなった。数年後、以前の功績により、子の杜宝虔に承県公の爵位を賜った。598年、高句麗遠征にさいして、杜彦は行軍総管として漢王楊諒の下で営州に到着し、総統五十営事をつとめた。帰還すると、朔州総管に任ぜられた。突厥が雲州に侵攻すると、楊素が突厥を撃退したが、後の備えのために杜彦が再び雲州総管に任じられた。しばらくして、病気のため召還され、死去した。享年は60。
子の杜宝虔は、大業末年に文城郡丞となった。

## 伝記資料
- 『隋書』巻五十五 列伝第二十
- 『北史』巻七十三 列伝第六十一